# Pala di Monteripido

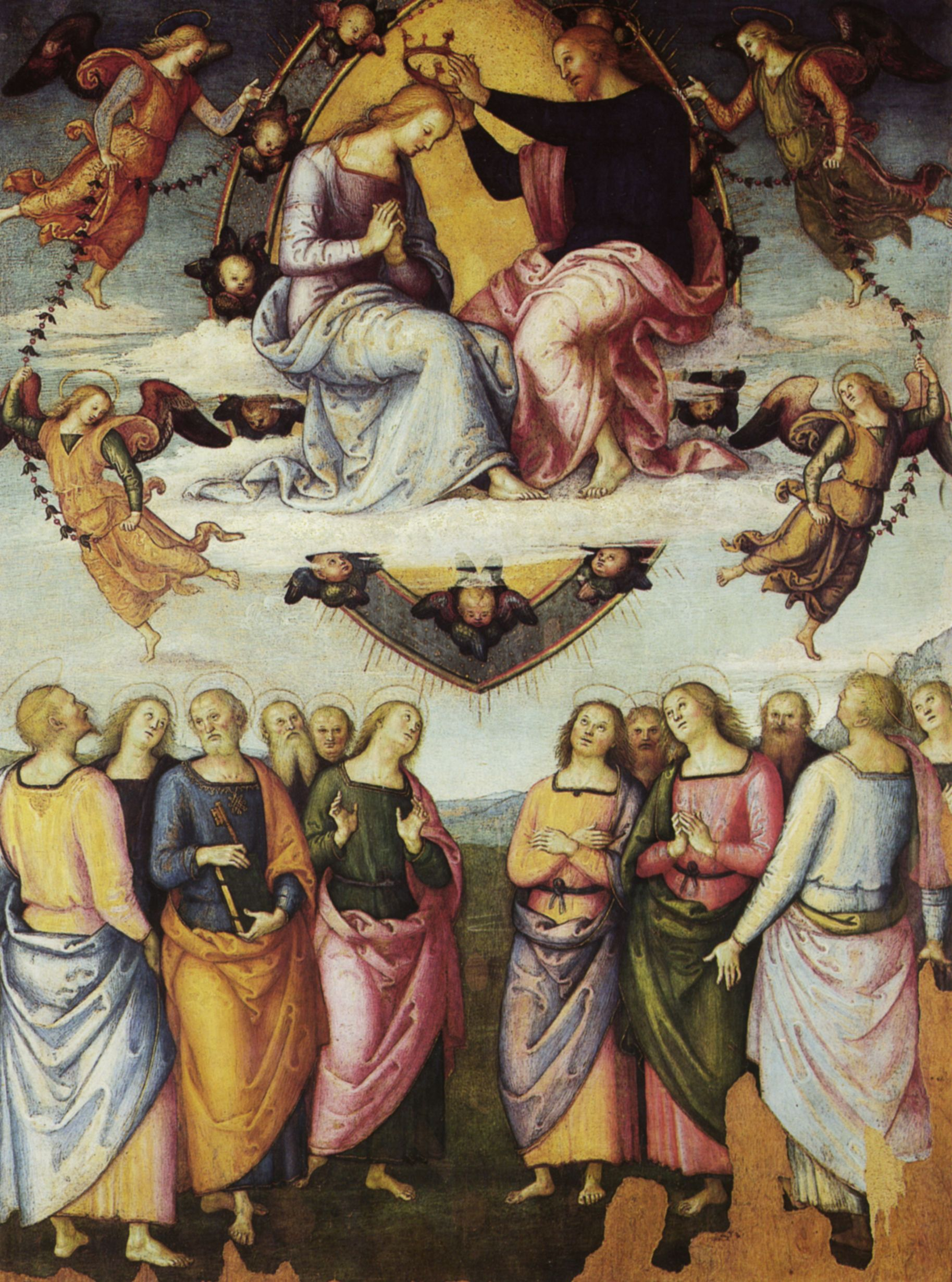
Il verso della pala

La Pala di Monteripido è un'opera a olio su tavola (240x180 cm, dipinta su due lati) di Pietro Perugino, databile al 1502 e conservata nella Galleria Nazionale dell'Umbria a Perugia.

## Storia
Il polittico era originariamente destinato a inquadrare un venerato crocifisso ligneo nella chiesa di San Francesco al Monte a Monteripido presso Perugia.

## Descrizione e stile
L'opera è dipinta su entrambi i lati. Sul recto, attorno al Crocifisso mostra Angeli e Dolenti, sul verso l'Incoronazione della Vergine.
Come tipico di questa fase dell'artista in cui, all'apogeo del successo, teneva contemporaneamente bottega a Perugia e a Firenze, l'opera è impostata con un largo utilizzo di disegni e cartoni di repertorio, già sfruttato in altre opere. Ad esempio i personaggi attorno al crocifisso ricordano quelli della Crocifissione di Santa Maria Maddalena de' Pazzi a Firenze (1494-1496), mentre i due angeli simmetrici in volo, con le coppe con cui raccolgono il sangue dalla ferite di Cristo, derivano dalle rappresentazioni dell'Orazione nell'orto, come quella degli Uffizi (1483-1495 circa). Il tono aulico delle figure di Perugino contrasta col vigore espressivo del crocifisso ligneo, con i segni della sofferenza di Cristo ben evidenti. I santi rappresentati sono, da sinistra, Maria, la Maddalena, san Francesco (Monteripido era dopotutto un convento francescano) e san Giovanni evangelista.
Ancora più evidenti sono i richiami ad opere precedenti nell'Incoronazione della Vergine, impostata  come un doppio registro con una mandorla superiore e un gruppo di astanti inferiore, risalente addirittura ai perduti affreschi della Sistina (1481-1482) e con il gruppo di apostoli già usato ad esempio con varianti nel Polittico di San Pietro (1496-1500 circa) e nella Pala dell'Annunziata (1504-1507). Più originale è invece la teoria di angeli con ghirlanda.
Il pittore più che all'originalità della composizione puntava soprattutto a un'esecuzione impeccabile e di altissima qualità, come è dimostrato dal disegno sottile e preciso, inciso in fase preparatoria forse con la punta d'argento, visibile solo tramite riflettografie all'infrarosso; il colore a olio è corposo e spesso, pur senza venir meno la tipica delicatezza dell'artista. Ogni dettaglio è reso con grande cura ed attentamente studiata è la direzione della luce, con gli effetti che genera nello spessore dei panneggi e nella rifrazione dei colori cangianti.